# Otobius
Genre
Synonymes
- Otophilus Torreggiani, 1912

Otobius est un genre de tiques de la famille des Argasidae.

## Distribution
Les espèces de ce genre se rencontrent dans l'ouest de l'Amérique du Nord.

## Hôtes
Leurs hôtes sont des artiodactyles et des lagomorphes.

## Liste des espèces
Selon Guglielmone & al., 2010
- Otobius lagophilus Cooley & Kohls, 1940
- Otobius megnini (Dugès, 1883)

## Publication originale
- Banks, 1912 : New American mites. Proceedings of the Entomological Society of Washington DC, vol. 14, p. 96-99 (texte intégral).